# ناحیه سوآنیرانا ایوونگو
ناحیه سوآنیرانا ایوونگو (به لاتین: Soanierana Ivongo District) یک منطقهٔ مسکونی در ماداگاسکار است که در آنالانجیروفو واقع شده‌است. ناحیه سوآنیرانا ایوونگو ۱۴۳٬۶۸۷ نفر جمعیت دارد و ۱۱ متر بالاتر از سطح دریا واقع شده‌است.